# Гаевщина

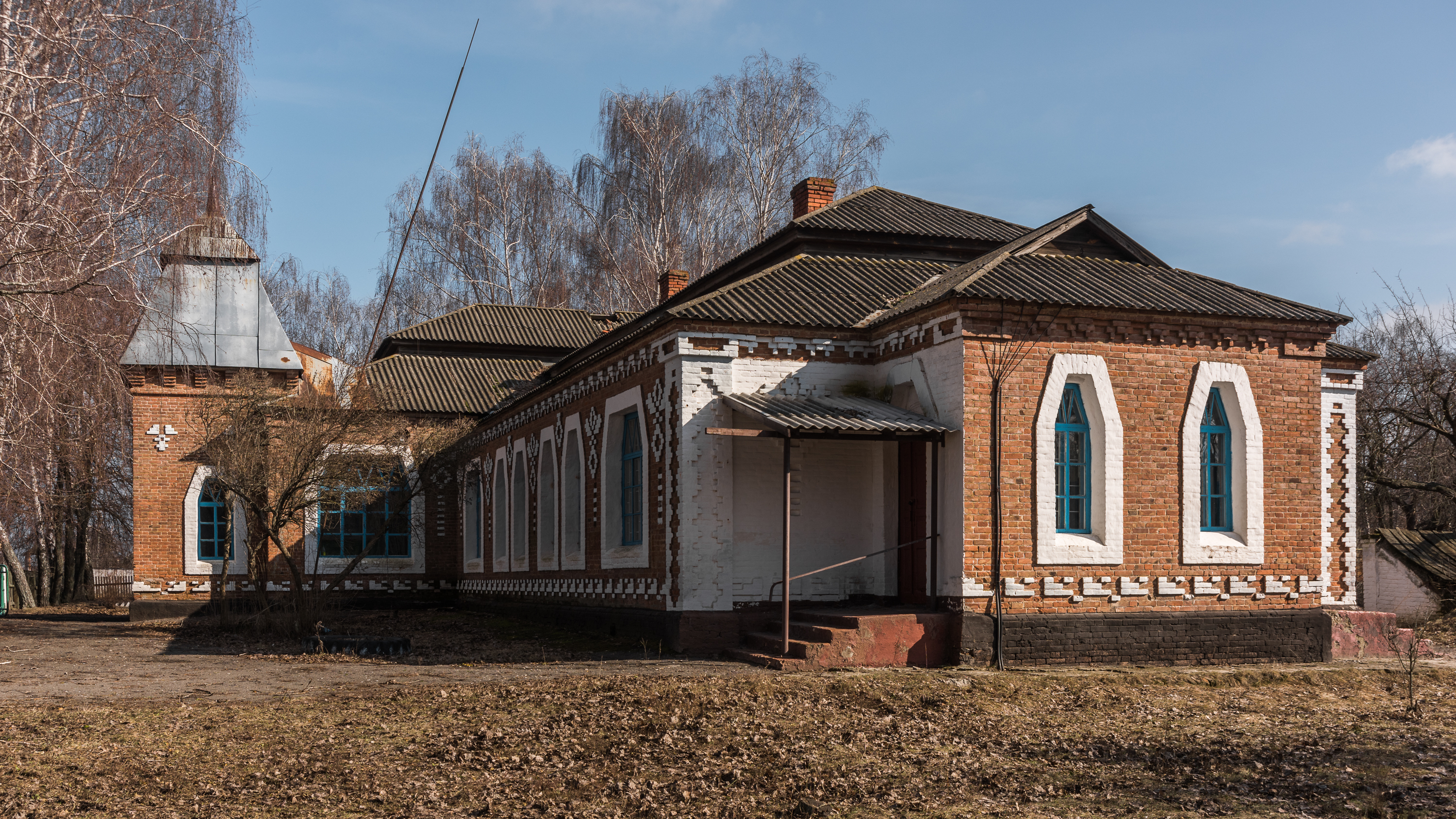
Историческое здание земской школы 1913 года постройки

Гаевщи́на (укр. Гаївщина) — село, Лохвицкая городская община, Миргородский район, Полтавская область, Украина.
Код КОАТУУ — 5322681502. Население по переписи 2001 года составляло 441 человек.

## Географическое положение
Село Гаевщина находится на правом берегу реки Сула, выше по течению на расстоянии в 5 км расположен город Лохвица, ниже по течению на расстоянии в 4 км расположено село Васильки, на противоположном берегу — город Заводское. Река в этом месте извилистая, образует лиманы, старицы и заболоченные озёра.

## История
- ? — дата основания как село Скоробагатьки.
- 1964 год — переименовано в село Гаевщина.

## Экономика
- Молочно-товарная ферма.
- ООО «Маяк».

## Объекты социальной сферы
- УВК школа-детский сад.
- Дом культуры.